# Aegosoma giganteum
Aegosoma giganteum là một loài bọ cánh cứng trong họ Cerambycidae.